# Чарльз Мартін Сміт
Чарльз Мартін Сміт (англ. Charles Martin Smith; 30 жовтня 1953) — американський актор та режисер.

## Біографія
Чарльз Мартін Сміт народився 30 жовтня 1953 року в місті Ван-Найс, штат Каліфорнія. Його батько, Френк Сміт, був карикатуристом і аніматором фільмів. Сміт провів три роки в Парижі, де його батько керував англомовною філією французької студії анімації. Навчався в середній школі Grover Cleveland, потім в Університеті штату Каліфорнія, де здобув ступінь бакалавра в області театру.

## Особисте життя
Одружений з Урсулою Мартін, народилася одна дитина.

## Фільмографія

### Актор
| Рік       |    | Українська назва                    | Оригінальна назва                 | Роль                                                 |
| --------- | -- | ----------------------------------- | --------------------------------- | ---------------------------------------------------- |
| 1973      | ф  | Американські графіті                | American Graffiti                 | Террі «Жаба» Філдс                                   |
| 1973      | ф  | Пет Ґерретт і Біллі Кід             | Pat Garrett & Billy The Kid       | Чарлі Бовр                                           |
| 1974      | ф  | Банда Спайкса                       | The Spikes Gang                   | Тод Гейг'ю                                           |
| 1974      | с  | Вулиці Сан Франциско                | The Streets of San Francisco      | Рассел Джеймісон (епізод "Blockade")                 |
| 1978      | ф  | Історія Бадді Холлі                 | The Buddy Holly Story             | Рей Боб                                              |
| 1979      | ф  | Нові американські графіті           | More American Graffiti            | Террі «Жаба» Філдс                                   |
| 1980      | ф  | Гербі летить з котушок              | Herbie Goes Bananas               | Деві "Ді-Джей" Джонс                                 |
| 1983      | ф  | Не кричи «вовк»                     | Never Cry Wolf                    | Фарлі Моват / Тайлер                                 |
| 1984      | ф  | Людина з зірки                      | Starman                           | Марк Шермайн                                         |
| 1985      | с  | Сутінкова зона                      | The Twilight Zone                 | Денніс Бароуз (епізод "The Beacon")                  |
| 1986      | ф  |                                     | Trick or Treat                    | містер Вімблі                                        |
| 1987      | ф  | Недоторканні                        | The Untouchables                  | Оскар Волес                                          |
| 1990      | ф  | Гра з вогнем                        | The Hot Spot                      | Лон Гулік                                            |
| 1992      | ф  | Під прикриттям                      | Deep Cover                        | Джеррі Карвер                                        |
| 1992      | ф  | П'ятдесят на п'ятдесят              | Fifty/Fifty                       | Мартін Спру                                          |
| 1993      | с  | Байки зі склепу                     | Tales from the Crypt              | Колін (епізод "Half-Way Horrible")                   |
| 1994      | ф  | Я люблю неприємності                | I Love Trouble                    | Рік Медвік                                           |
| 1994      | тф | Розвелл                             | Roswell                           | шериф Вілкокс                                        |
| 1995      | с  | Цілком таємно                       | The X-Files                       | доктор Осборн (епізод "F. Emasculata")               |
| 1995      | ф  | Ідеальне алібі                      | Perfect Alibi                     | Франклін Дюпард                                      |
| 1998      | ф  | Зіткнення з безоднею                | Deep Impact                       | доктор Маркус Вульф                                  |
| 2001      | с  | Еллі Мак-Біл                        | Ally McBeal                       | Горн (епізод "Nine One One")                         |
| 2002      | ф  |                                     | Dead Heat                         | Морті                                                |
| 2004      | с  | Королівський шпиталь                | Kingdom Hospital                  | Ерл Свінтон (епізод "Thy Kingdom Come")              |
| 2005      | тф | Ікона                               | Icon                              | доктор                                               |
| 2005—2006 | с  |                                     | Da Vinci's City Hall              | Джо Фрідленд / Майк Франклін (13 епізодів)           |
| 2006      | с  | Закон і порядок: Спеціальний корпус | Law & Order: Special Victims Unit | шериф Бартлі (епізод "Infiltrated")                  |
| 2007      | с  |                                     | Drive                             | містер Брайт (4 епізоди)                             |
| 2007      | ф  | Щасливець                           | Lucky You                         | Рой Дюручер                                          |
| 2008      | ф  | Джек і Джил проти світу             | Jack and Jill vs. the World       | Карлін                                               |
| 2009      | с  | Противага                           | Leverage                          | Глен Лірі (епізод "The Beantown Bailout Job")        |
| 2009      | с  | Межа                                | Fringe                            | шериф Голайтлі (епізод "Night of Desirable Objects") |
| 2010      | с  | Ясновидець                          | Psych                             | Рой Кесслер (епізод "Not Even Close... Encounters")  |
| 2014      | ф  | Історія дельфіна 2                  | Dolphin Tale 2                    | Джордж Хаттон                                        |
| 2015      | с  | Мотив                               | Motive                            | Рік Ваятт (епізод "Frampton Comes Alive")            |

### Режисер, сценарист
| Рік  |    | Українська назва       | Оригінальна назва | Роль               |
| ---- | -- | ---------------------- | ----------------- | ------------------ |
| 1986 | ф  |                        | Trick or Treat    | Режисер            |
| 1992 | ф  |                        | Boris and Natasha | Режисер            |
| 1992 | ф  | П'ятдесят на п'ятдесят | Fifty/Fifty       | Режисер            |
| 1997 | ф  | Король повітря         | Air Bud           | Режисер            |
| 2003 | ф  | Той, що йде у снігах   | The Snow Walker   | Режисер, сценарист |
| 2005 | тф | Ікона                  | Icon              | Режисер            |
| 2008 | ф  |                        | Stone of Destiny  | Режисер, сценарист |
| 2011 | ф  | Історія дельфіна       | Dolphin Tale      | Режисер            |
| 2014 | ф  | Історія дельфіна 2     | Dolphin Tale 2    | Режисер, сценарист |
| 2019 | ф  | Шлях додому            | A Dog's Way Home  | Режисер            |
| 2020 | ф  | Різдво кота Боба       | A Gift from Bob   | Режисер            |